# 岡崎市美術館
岡崎市美術館（おかざきしびじゅつかん）は、愛知県岡崎市明大寺町にある公立美術館である。

## 概要

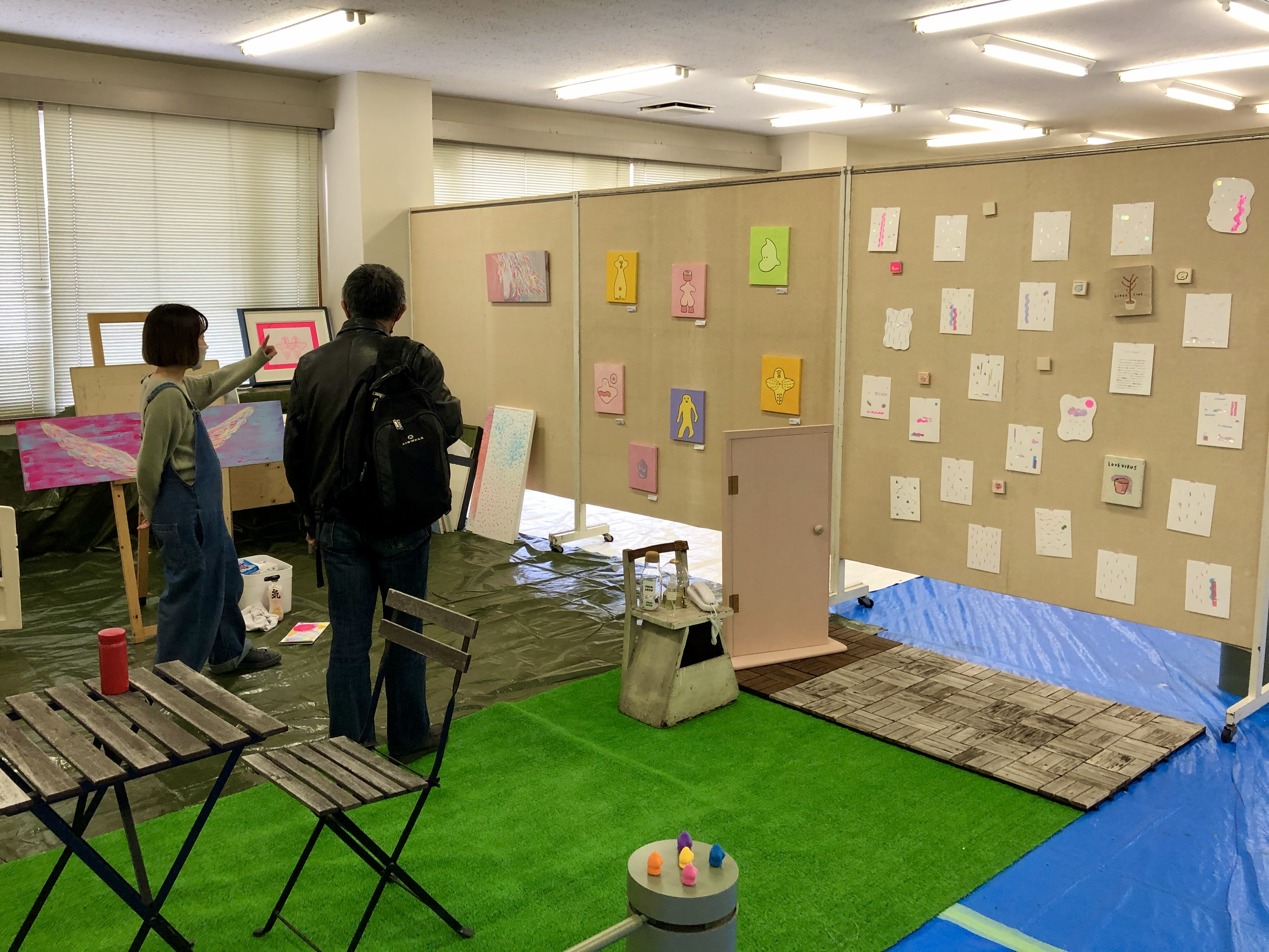
東館の「岡崎アートヴィレッジ」

1972年（昭和47年）8月11日、愛知県美術館に次ぐ県下で2番目の美術館として開館した。岡崎市立図書館（1971年（昭和46年）11月1日開館）と同じ敷地内に建てられた。1978年（昭和53年）3月25日、収蔵庫が増設される。手狭になった岡崎市立図書館が2008年（平成20年）11月1日に康生通西に移転すると、図書館があった建物は美術館の「東館」として生まれ変わった。
2017年（平成29年）4月、リニューアルオープンした。本館エレベーター設置、高圧受電・空調機器などの設備改修工事を行った
2022年（令和4年）3月5日、東館（旧図書館）の上層階が整備され、「岡崎アートヴィレッジ」がオープンした。
開館時間は10時～18時。休館日は月曜日、年末年始（12月28日 - 1月3日）。入場料は無料。駐車場は86台完備。

## 館内の案内

### 本館
| 階 | 区分                   | 区分                   |
| -- | ---------------------- | ---------------------- |
| 2F | 第3展示室（169.60 m2） | 第4展示室（211.20 m2） |
| 1F | 第1展示室（128.70 m2） | 第2展示室（121.00 m2） |

### 東館
| 階 | 区分                   | 区分                   |
| -- | ---------------------- | ---------------------- |
| 1F | 第5展示室（169.70 m2） | 第6展示室（107.90 m2） |

## アクセス
- 名鉄名古屋本線「東岡崎駅」北口4番のりばから「福岡町」「JR岡崎駅」行きに乗車、「岡崎警察署前」バス停下車、徒歩で約3分。
- JR東海道本線「岡崎駅」駅前のりばから「東岡崎」等行きに乗車、「岡崎警察署前」バス停下車、徒歩で約3分。